# Општина Ракова (Бакау)
Ракова (рум. Racova) општина је у Румунији у округу Бакау.
Oпштина се налази на надморској висини од 294 m.